# Boris Mutić
Boris Mutić (Karlovac, 31. listopada 1939. – Zagreb, 16. ožujka 2009.), dugogodišnji sportski novinar, reporter i komentator, član sportske redakcije Hrvatske radiotelevizije punih 45 godina.

## Životopis
Profesionalno se počeo baviti novinarstvom 1966., a od 1976. do 1986. bio je urednik sportske redakcije HRT-a. Izvještavao je s čak 16 Olimpijskih igara, šest Svjetskih nogometnih prvenstava, osam svjetskih prvenstava u gimnastici i skijanju, te još dvadesetak europskih prvenstava raznih sportova. Dva mjeseca prije smrti sudjelovao je u prijenosu slalomskih utrka za Svjetski kup sa Sljemena.
Preminuo je 16. ožujka 2009. u Zagrebu.

## Sinkronizacija
- "Zebra trkačica" kao komentator (2005.)

## Nagrade
Boris Mutić je dobitnik brojnih nagrada:
- nagrada Hrvatskog zbora sportskih novinara za televizijsko novinarstvo (1996.),
- Zlatno pero Društva novinara Hrvatske za prijenos Olimpijskih igara u Atlanti (1997.),
- Nagrada za životno djelo Hrvatskog zbora sportskih novinara (2000.),
- Posebno priznanje Hrvatskog olimpijskog odbora za novinarski doprinos u promicanju sportskih vrijednosti (2004.).[2]